# Garenne de Colombes

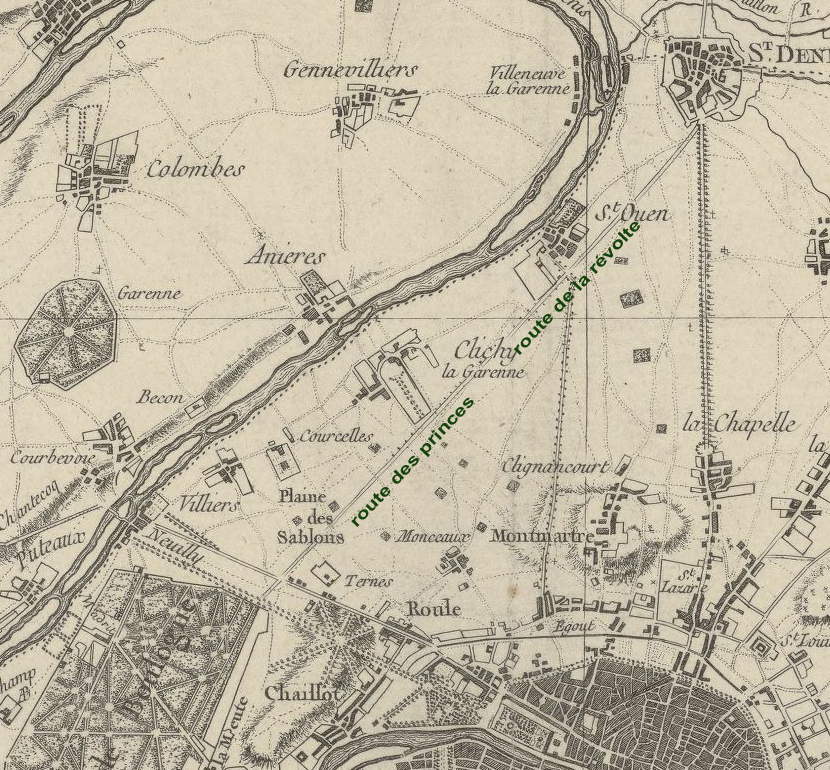
Plan de Roussel en 1730. La Garenne y est mentionnée.

La Garenne dépendant de Colombes était un fief situé sur la terre de Colombes, maintenant La Garenne-Colombes. Au XIVe siècle, les abbés en firent une garenne fermée où ils séjournaient pendant la saison de chasse au lapin.

## Emplacement
Son emplacement se trouve entre la place de Belgique et le rond-point de l'Europe, où elle est traversée par le boulevard de la République.
Elle est circonscrite par l'avenue du Général-de-Gaulle (Route départementale 106), l'avenue Foch, le boulevard National et la rue Raymond-Ridel.

## Histoire
Citée en 1240 par le seigneur Bouchard de Marly, c'était un bois giboyeux, inhabité, qui dépendait de l'abbaye de Saint-Denis, à qui il avait été concédé par Dagobert Ier au VIIe siècle
Au XIVe siècle, les abbés en firent une garenne fermée et y construisirent une maison de campagne, appelée la Tournelle, où ils séjournaient pendant la saison de chasse. Le nom de cette ferme est devenu un toponyme local (Lycée de la Tournelle, place de la Tournelle, etc.)
Ce terrain prend par la suite le nom de Petit Bois de Colombes. L'institution des dames de Saint-Cyr, créée par Madame de Maintenon, succède en tant que seigneur local à l'abbaye de Saint-Denis. 
Le 23 février 1699, le château de La Garenne et son parc passent aux mains de Jean Thévenin, marquis de Tanlay.
Jean-Nicolas Corvisart, médecin de l'Empereur, en fait l'acquisition. La ferme, devenue entretemps le château des Tournelles, est habitée par le baron, sous le nom de Château de  la Garenne.
Elle passe ensuite aux mains de Joseph Xavier Delfau de Pontalba, baron de Caroudelet, maire de Colombes de 1803 à 1804. Puis au duc de Saint-Hilaire, et en 1820 au banquier Pierre-Urbain Sartoris.
En 1865, son gendre et héritier, le marquis Victor de l'Aigle la céda à une compagnie industrielle qui la lotit et la fit administrer par la commune de Colombes. La mémoire des deux derniers propriétaires est perpétuée par deux rues de cet endroit, qui portent leur nom, la rue Sartoris et la rue de l'Aigle.
En 1868 y est construite l'église Saint-Urbain.

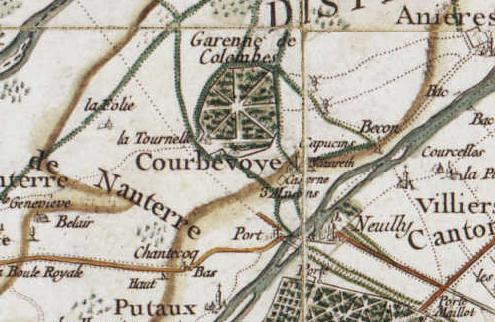
Détail de la carte de Cassini, 1750. Le centre de l'étoile est aujourd'hui le rond-point du Souvenir Français.